# Dashi
Dashi (出汁, ダシ) é um caldo rico em umami utilizado na culinária japonesa. Normalmente, o dashi contem uma ou mais das seguintes substâncias: ácido glutâmico, ácido inosínico e ácido de guanosina.
O dashi pode ser extraído de animais, hortaliças, cogumelos e algas marinhas. A sua forma mais comum é um simples caldo de pescado ou feito aquecendo-se kombu e katsuobushi (flocos de atum seco) em água.
Dashi forma a base para sopa de miso, caldo para macarrão, e vários outros tipos de comidas. Muitas pessoas usam granulado ou líquido instantâneo.

## Tipos dedashi
Dashi pode ser classificado pelo ingrediente utilizado ou modo de preparo.

### Tradicionais

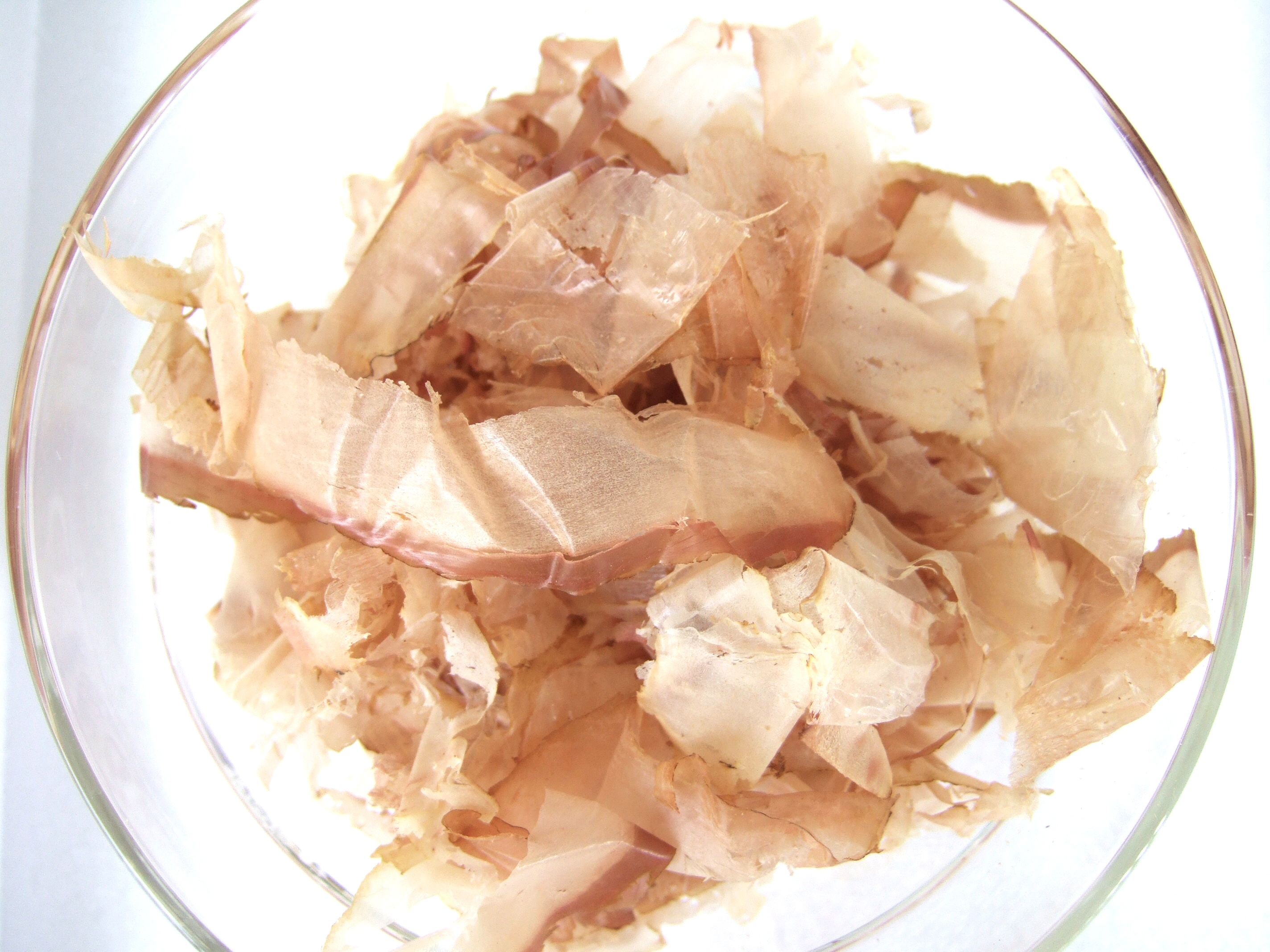
Katsuobushi ralado

- Katsuo dashi: é um caldo feito colocando-se katsuobushi ralado em água quente. O dashi de katsuobushi, que contem o ácido inosínico, é útil para substituir parcialmente o sal e outros condimentos no tempero dos alimentos, diminuindo a quantidade de sódio no alimento. O seu aroma é bastante apreciado entre os japoneses.[1]
- Konbu dashi: é um caldo feito a partir de konbu. Este dashi apresenta o sabor do ácido glutâmico. Pode ser feito com água fria ou quente, mas não se recomenda cozinhá-la em água fervente.[3]
- Niboshi dashi: é um caldo extraído de niboshi. Este dashi chega a conter o dobro de ácido inosínico do katsuo dashi, porém apresenta um odor de peixe mais forte.[1] É preparado cozinhando o niboshi e coando o caldo após o cozimento.[4]
- Ichiban dashi (o primeiro caldo): é o primeiro caldo extraído de um katsuobushi e konbu. Apresenta um aroma espetacular, porém com menos umami.[5]  É considerado um dashi refinado e próprio para preparo de sopas temperadas com sal ou shoyu.
- Niban dashi (o segundo caldo): é o caldo extraído, reutilizando katsuobushi e konbu que foram utilizados para fazer o ichiban dashi. Possui forte sabor de umami, porém com menos aroma que o ichiban dashi.[5] Ao final do cozimento para extrair o caldo, pode se colocar o oigatsuo (katsuobushi acrescentado para reforçar o sabor).  É considerado próprio para misoshirus e nimonos.[6]

### Emlámens
O caldo base do lámen é um tipo de dashi. Porém, os ingredientes utilizados diferem dos dashis tradicionais.
- Torigara (costela de frango): é um caldo extraído cozinhando-se por longo tempo somente os ossos do frango. É rico em ácido glutâmico e colágeno.[7]
- Tonkotsu (osso de porco): é um caldo muito rico em colágeno, extraído cozinhando-se por bastante tempo o osso do porco. Pode apresentar uma coloração branca, quando cozinhada em água fervente, ou uma coloração dourada e semi-transparente, quando cozinhada em temperatura não tão elevada.[8]

### Outros tipos
O dashi pode ser feito de outros ingredientes também:
- Shiitake: é utilizado o shiitake seco para o preparo deste caldo. O caldo é extraído colocando-se em água fria o shiitake seco, até ele se reidratar. Este dashi é também chamado de modoshi-jiru.[9] É um caldo que contem ácido de guanosina.[1]
- Hotate: é um caldo extraído de uma espécie de concha chamada hotate. Igualmente ao shiitake, o caldo é extraído colocando-se o hotate seco em água fria. É um dashi rico em glicogênio e taurina.[10]

### Artificiais
A descoberta de umami pelo professor Kikunae Ikeda em 1908, possibilitou a produção do glutamato monossódico, o dashi articial. Atualmente, os dashis industrializados são vendidos em forma de granulados ou líquidos instantâneos.